# Els judicis de Nuremberg
Els judicis de Nuremberg (títol original en anglès: Judgment at Nuremberg) és una pel·lícula estatunidenca dirigida per Stanley Kramer i estrenada l'any 1961. El guió, escrit per Abby Mann i basat en els judicis de Nuremberg, va guanyar l'Oscar al millor guió adaptat; l'actor Maximilian Schell va guanyar l'Oscar al millor actor i el BAFTA al millor actor estranger. Està doblada al català.

## Repartiment
- Spencer Tracy: El jutge Dan Haywood
- Burt Lancaster: Ernst Janning
- Richard Widmark: Coronel Ted Lawson
- Marlene Dietrich: Senyora Berthold
- Maximilian Schell: L'advocat Hans Rolfe
- Judy Garland: Irene Hoffman
- Montgomery Clift: Rudolph Petersen
- Ed Binns: Senador Burkette
- Werner Klemperer: Emil Hahn
- Torben Meyer: Werner Lampe
- Martin Brandt: Friedrich Hofstetter
- William Shatner: Capità Byers
- Kenneth MacKenna: El jutge Kenneth Norris
- Alan Baxter: General Merrin
- Ray Teal: El jutge Curtiss Ives

## Premis i nominacions
Els judicis de Nuremberg va tenir força reconeixement pel que fa a premis i nominacions l'any de la seva estrena, i va ser una de les favorites als Oscars amb 11 nominacions. Algun d'aquests guardons són els següents:

### Oscar
| Categoria                                 | Nominat                     | Resultat   |
| ----------------------------------------- | --------------------------- | ---------- |
| Millor pel·lícula                         |                             | Candidata  |
| Millor director                           | Stanley Kramer              | Candidat   |
| Millor actor                              | Spencer Tracy               | Candidat   |
| Millor actor                              | Maximilian Schell           | Guanyador  |
| Millor actor secundari                    | Montgomery Clift            | Candidat   |
| Millor actriu secundària                  | Judy Garland                | Candidata  |
| Millor guió adaptat                       | Abby Mann                   | Guanyadora |
| Millor muntatge                           | Frederic Knudtson           | Candidat   |
| Millor fotografia - Blanc i negre         | Ernest Laszlo               | Candidat   |
| Millor direcció artística - Blanc i negre | Rudolph Sternad George Milo | Candidats  |
| Millor vestuari - Blanc i negre           | Jean Louis                  | Candidat   |

### Globus d'Or
| Categoria                                               | Nominat           | Resultat  |
| ------------------------------------------------------- | ----------------- | --------- |
| Millor pel·lícula dramàtica                             |                   | Candidata |
| Millor director                                         | Stanley Kramer    | Candidat  |
| Millor actor dramàtic                                   | Maximilian Schell | Guanyador |
| Millor actor secundari                                  | Montgomery Clift  | Candidat  |
| Millor actriu secundària                                | Judy Garland      | Candidata |
| Millor pel·lícula que promociona l'entesa internacional | Stanley Kramer    | Candidat  |

### BAFTA
| Categoria              | Nominat           | Resultat  |
| ---------------------- | ----------------- | --------- |
| Millor pel·lícula      |                   | Candidata |
| Millor actor estranger | Montgomery Clift  | Candidat  |
| Millor actor estranger | Maximilian Schell | Candidat  |

## Galeria

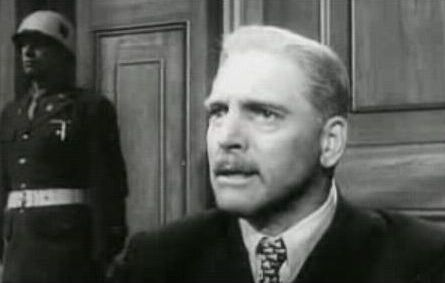
Burt Lancaster
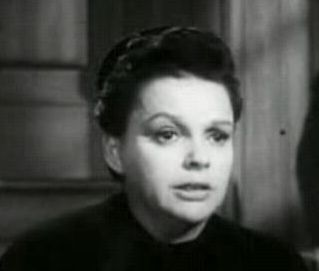
Judy Garland
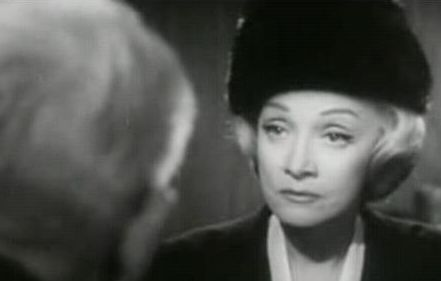
Marlene Dietrich
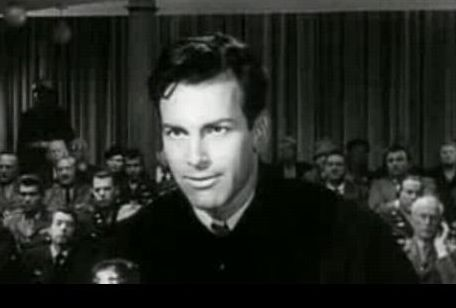
Maximilian Schell
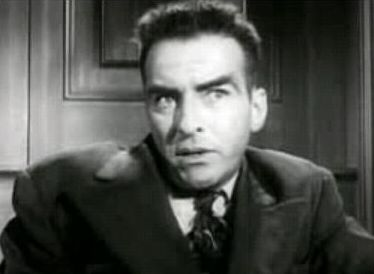
Montgomery Clift
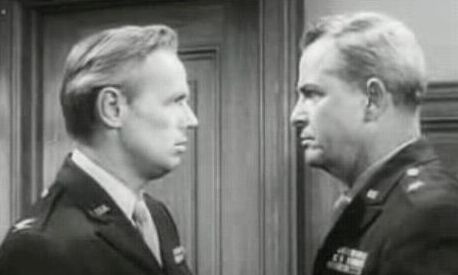
Richard Widmark (a l'esquerra)
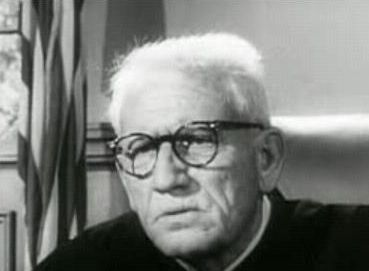
Spencer Tracy